# Сим Ынгён
Сим Ынгён (кор. 심은경, англ. Shim Eun-kyung; родилась 31 мая 1994 года в Канныне) — южнокорейская актриса, номинант и лауреат ряда призов за лучшую женскую роль.

## Биография и карьера
Родилась в 1994 году, младший ребёнок в семье. Получила начальное (2001—2007) и среднее образование (2007—2010) в школах Онбук и Чхондам в Каннамгу. С детства мечтала об электрогитаре, однако по настоянию матери прошла семилетнее обучение фортепиано, впрочем, к концу средней школы организовала себе уроки игры на гитаре и барабане. Увлекается мангой и аниме, коллекционирует фигурки персонажей.
Впервые появидась на экране в 2003 году в сериале «Жемчужина дворца»; с 2004 исполняла и значимые роли, только за этот год сыграв главных героинь сериалов «Женщина, которая хочет выйти замуж» и англ. Sweet Buns в юные годы. За последующие годы снялась ещё в ряде постановок, включая ведущие роли в хоррор-фильмах «Гензель и Гретель» и «Одержимая», а также сериалах «Хван Джин И», «Легенда», «Женщины солнца», и «Купчиха Мандок». Начиная с 2007—2008 годов критические отзывы и обзоры телепродукции отмечают её как одну из наиболее перспективных юных актрис своего поколения, порой затмевающую своих взрослых партнёров по съемочной площадке.
В 2010 она снимается в драмедии «Солнечные» (закончена и вышла в прокат в 2011), рассказывающей историю семи женщин, друживших подростками в 1980-х и воссоединившихся десятки лет спустя. Критики отмечали внимание фильма к историческим деталям, его обращённость к зрителям разных поколений, остроумные диалоги и отличную игру исполнительниц. За время проката фильм посмотрели более 7 миллионов зрителей, сделав его кассовым хитом.
Осенью 2010 года Сим Ынгён временно прерывает экранную карьеру, чтобы завершить своё школьное образование и получить актёрское образование в США. С этим периодом её биографии связана скандальная ситуация, повлиявшая на репутацию кинопремии «Большой колокол». Согласно получившей широкое распространение записи в твиттере молодой актрисы, она входила в шорт-лист категории премии за лучшую женскую роль в «Солнечных», однако оргкомитет исключил её имя из официального списка номинанток, когда стало понятно, что она не сможет присутствовать на награждении, находясь по учебной визе в США. При этом Ынгён была удостоена премии «Большого колокола» за лучшую женскую роль второго плана в другом фильме «Возлюби ближнего своего», принятой за неё Чхон Ухи (её партнёршей по «Солнечным»). Оргкомитет опубликовал разъяснение, что в исходных списках четырёх главных актёрских номинаций было по 6 имён и им пришлось провести дополнительное голосование, чтобы сократить их до положенных по правилам пяти, отсеяв не только Сим из этой конкретной номинации, но и трёх других актёров — Рю Сыннёна, Рю Сынбома и Со Ёнхи. Впоследствии актриса и её представитель также извинились за её выступление, сославшись на неудачное выражение ею досады и возможную ошибку мессенджера, позволившую широкое распространение записи, предназначенной исходно для узкого круга.
Завершив образование в нью-йоркской англ. Professional Children's School, Ынгён возвращается в Корею и продолжает съёмки — в первую очередь, в фильме «Мисс бабуля» (2014) о старой женщине, чудесным образом вернувшейся в своему двадцатилетию. Картина встретила особое отношение Сим Ынгён, как её первая работа в качестве не ребёнка-актрисы, а взрослой исполнительницы. За время проката фильм посмотрели почти 8,66 миллионов зрителей; её кассовые сборы превзошли «Солнечных», доказав способность Сим Ингён «нести на себе» успех картины. Кроме этого, роль была удостоена десяти номинаций и премий разных киноинституций.
Последующие работы актрисы включают роль пианистки-саванта в корейской экранизации манги «Нодамэ Кантабиле», озвучивание роли Хе Сон в анимационном фильме «Станция „Сеул“» и роли Нам Хиджу в фильме «Скучаю по тебе»; ещё несколько фильмов с её участием находятся в стадии постпроизводства.

## Фильмография, номинации и награды
Работы в фильмах
| Год  | Русское название                 | Оригинальное название     | Международное название      | Роль                            | Награды                                         | Категории                                | Результат     |
| ---- | -------------------------------- | ------------------------- | --------------------------- | ------------------------------- | ----------------------------------------------- | ---------------------------------------- | ------------- |
| 2004 | Томас Ан Чунгын                  | 도마 안중근               | Thomas An Jung-geun         | дочь Ан Чунгына                 |                                                 |                                          |               |
| 2007 | Гензель и Гретель                | 헨젤과 그레텔             | Hansel and Gretel           | Ким Ёнхи                        |                                                 |                                          |               |
| 2009 | Одержимая                        | 불신지옥                  | Living Death                | Соджин                          |                                                 |                                          |               |
| 2010 |                                  | 반가운 살인자             | англ. Happy Killers         | Ким Харин                       | Большой колокол                                 | Лучший женский актёрский дебют           | Номинация     |
| 2010 | англ. Paeksang Arts Awards       | 반가운 살인자             | англ. Happy Killers         | Ким Харин                       | Лучший женский актёрский дебют                  | Номинация                                |               |
| 2010 |                                  | 퀴즈왕                    | англ. The Quiz Show Scandal | Ким Йона                        | Голубой дракон                                  | Лучший женский актёрский дебют           | Номинация     |
| 2010 |                                  | 지상의 밤                 | A Night on Earth            |                                 |                                                 |                                          |               |
| 2011 |                                  | 롤링스타즈                | Rolling Stars               | Суджи (голос)                   |                                                 |                                          |               |
| 2011 | Солнечные                        | 써니                      | Sunny                       | Им Нами (в юности)              | Большой колокол                                 | Лучшая женская роль                      | Пре-номинация |
| 2011 | Солнечные                        | 써니                      | Sunny                       | Им Нами (в юности)              | англ. Paeksang Arts Awards                      | Лучшая женская роль в фильме             | Номинация     |
| 2011 | Возлюби ближнего своего          | 로맨틱 헤븐               | англ. Romantic Heaven       | Ким Бун (в юности)              | Большой колокол                                 | Лучшая женская роль второго плана        | Победа        |
| 2012 | Маскарад                         | 광해, 왕이 된 남자        | Masquerade                  | Саол                            |                                                 |                                          |               |
| 2014 | Мисс бабуля                      | 도마 안중근               | англ. Miss Granny           | О Дури (помолодевшая О Мальсун) | Большой колокол                                 | Лучшая женская роль                      | Номинация     |
| 2014 | Мисс бабуля                      | 도마 안중근               | англ. Miss Granny           | О Дури (помолодевшая О Мальсун) | Голубой дракон                                  | Лучшая женская роль                      | Номинация     |
| 2014 | Мисс бабуля                      | 도마 안중근               | англ. Miss Granny           | О Дури (помолодевшая О Мальсун) | Max Movie Awards                                | Лучшая женская роль                      | Номинация     |
| 2014 | Мисс бабуля                      | 도마 안중근               | англ. Miss Granny           | О Дури (помолодевшая О Мальсун) | Max Movie Awards                                | Лучшая женская роль второго плана        | Номинация     |
| 2014 | Мисс бабуля                      | 도마 안중근               | англ. Miss Granny           | О Дури (помолодевшая О Мальсун) | англ. Chunsa Film Art Awards                    | Лучшая женская роль                      | Победа        |
| 2014 | Мисс бабуля                      | 도마 안중근               | англ. Miss Granny           | О Дури (помолодевшая О Мальсун) | англ. Paeksang Arts Awards                      | Лучшая женская роль в фильме             | Победа        |
| 2014 | Мисс бабуля                      | 도마 안중근               | англ. Miss Granny           | О Дури (помолодевшая О Мальсун) | Director's Cut Awards                           | Лучшая женская роль                      | Победа        |
| 2014 | Мисс бабуля                      | 도마 안중근               | англ. Miss Granny           | О Дури (помолодевшая О Мальсун) | Международный фестиваль музыки и кино в Чечхоне | Лучшая женская роль в музыкальном фильме | Победа        |
| 2014 | Мисс бабуля                      | 도마 안중근               | англ. Miss Granny           | О Дури (помолодевшая О Мальсун) | англ. Buil Film Awards                          | Лучшая женская роль                      | Победа        |
| 2014 | Мисс бабуля                      | 도마 안중근               | англ. Miss Granny           | О Дури (помолодевшая О Мальсун) | Korean Film Producers Association Awards        | Лучшая женская роль                      | Победа        |
| 2016 |                                  | 로봇, 소리                |                             |                                 |                                                 |                                          |               |
| 2016 |                                  | 널 기다리며               | Missing You                 | Хиджу                           |                                                 |                                          |               |
| 2016 | Поезд в Пусан                    | 부산행                    | англ. Train to Busan        |                                 |                                                 |                                          |               |
| 2016 | Станция «Сеул»                   | 서울역                    | Seoul Station               | Хе Сон (голос)                  |                                                 |                                          |               |
| 2016 |                                  | 걷기왕                    | Queen of Walking            | Ман Бок                         |                                                 |                                          |               |
| 2016 | 조작된 도시 (в постпроизводстве) |                           |                             |                                 |                                                 |                                          |               |
| 2017 |                                  | 궁합 (в постпроизводстве) |                             |                                 |                                                 |                                          |               |
| 2017 | 특별시민 (в постпроизводстве)    |                           |                             |                                 |                                                 |                                          |               |
| 2018 |                                  | 염력 (в пре-производстве) |                             |                                 |                                                 |                                          |               |

Работы в телесериалах
| Телеканал, годы участия | Русское название | Оригинальное название      | Международное название                      | Роль                        | Награды                | Категории                          | Результат |
| ----------------------- | ---------------- | -------------------------- | ------------------------------------------- | --------------------------- | ---------------------- | ---------------------------------- | --------- |
| MBC, 2003-2004          | Жемчужина дворца | 대장금                     | англ. Dae Jang Geum / Jewel in the Palace   |                             |                        |                                    |           |
| MBC, 2004               |                  | 결혼하고 싶은 여자         |                                             | Ли Синьён (в детстве)       |                        |                                    |           |
| SBS, 2004               |                  | 장길산                     |                                             | Бон Сун (в детстве)         |                        |                                    |           |
| MBC, 2004-2005          |                  | 단팥빵                     | англ. Sweet Buns                            | Хан Каран (в детстве)       |                        |                                    |           |
| KBS2, 2004-2005         |                  | 해신                       | англ. Emperor of the Sea                    |                             |                        |                                    |           |
| SBS, 2005               |                  | 그 여름의 태풍             | That Summer Typhoon                         | Кан Сумин (в детстве)       |                        |                                    |           |
| KBS2, 2005              |                  | 드라마시티 - 도깨비가 있다 | англ. Drama City: Goblins Are Alive         | Чион                        |                        |                                    |           |
| SBS, 2005               |                  | 사랑한다 웬수야            | I Love You, My Enemy                        | Ким Карам                   |                        |                                    |           |
| MBC, 2005               |                  | 비밀남녀                   | A Man And A Woman / англ. The Secret Lovers |                             |                        |                                    |           |
| SBS, 2005               |                  | 프라하의 연인              | англ. Lovers in Prague                      |                             |                        |                                    |           |
| KBS2, 2006              |                  | 641 가족                   | 641 Family                                  | Чин Даллэ                   |                        |                                    |           |
| KBS2, 2006              |                  | 드라마시티 - 꽃님이        | англ. Drama City: Kkot-nim-yi               | главная героиня (в детстве) |                        |                                    |           |
| KBS2, 2006              | Хван Джин И      | 황진이                     | Hwang Jini                                  | Хван Джин И (в детстве)     | англ. KBS Drama Awards | Лучшая детская роль                | Победа    |
| MBC, 2007               | Легенда          | 태왕사신기                 | The Legend                                  | Суджини (в детстве)         |                        |                                    |           |
| KBS2, 2008              | Женщины солнца   | 태양의 여자                | Women of the Sun                            | Син Доён (13-летняя)        | англ. KBS Drama Awards | Лучшая детская роль                | Победа    |
| KBS2, 2009              |                  | 경숙이 경숙아버지          | Kyung-sook, Kyung-sook's Father             |                             | англ. KBS Drama Awards | Лучшая детская роль                | Номинация |
| MBC, 2009               |                  | 태희혜교지현이             | Hilarious Housewives                        | Чун Сунгён                  |                        |                                    |           |
| KBS1, 2010              | Купчиха Мандок   | 거상 김만덕                | англ. The Great Merchant                    | Ким Мандок (в юности)       |                        |                                    |           |
| SBS, 2010               |                  | 나쁜 남자                  | Bad Guy                                     | Мун Оньин                   |                        |                                    |           |
| KBS2, 2014              |                  | 내일도 칸타빌레            | англ. Cantabile Tomorrow                    | Соль Нэиль                  | англ. KBS Drama Awards | Лучшая женская роль в мини-сериале | Номинация |